# Кароль Пазурек
Кароль Пазурек (пол. Karol Pazurek; 17 грудня 1905, Катовиці, Німецька імперія — 6 січня 1945, околиці Мехува, Генеральна губернія) — польський футболіст, виступав на позиції правого нападника, гравець збірної Польщі.

## Клубна кар'єра
Футбольну кар'єру розпочав у клубі «Тургенмайнд» (Катовиці). Потім виступав у клубах «Погонь» (Катовиці) та ВКС 73 пп Катовиці. У 1929 році перейов до краківської «Гарбарні», кольори якої захищав до 1938 року. У 1931 році разом з командою став чемпіоном Польщі. У 1938 році також виступав за столичну «Полонію». З 1940 по 1944 рік захишав кольори створеного німецькими окупантами клубу ДТСГ Кракау.

## Кар'єра в збірній
У футболці національної збірної Польщі дебютував 19 червня 1927 року в Бухаресті в нічийному (3:3) поєдинку проти Румунії. У складі збірної провів 16 поєдинків, в яких відзначився 4-а голами.

## Досягнення
- Перша ліга Польщі
  -  Чемпіон (1): 1931